# ۲۶۰ (پیش از میلاد)
۲۶۰ (پیش از میلاد) ۲۶۰مین سال قبل از تقویم میلادی است.